# Le Musée du 11 Conti - Monnaie de Paris
Pour les articles homonymes, voir Musée de la monnaie.
 (décembre 2021).

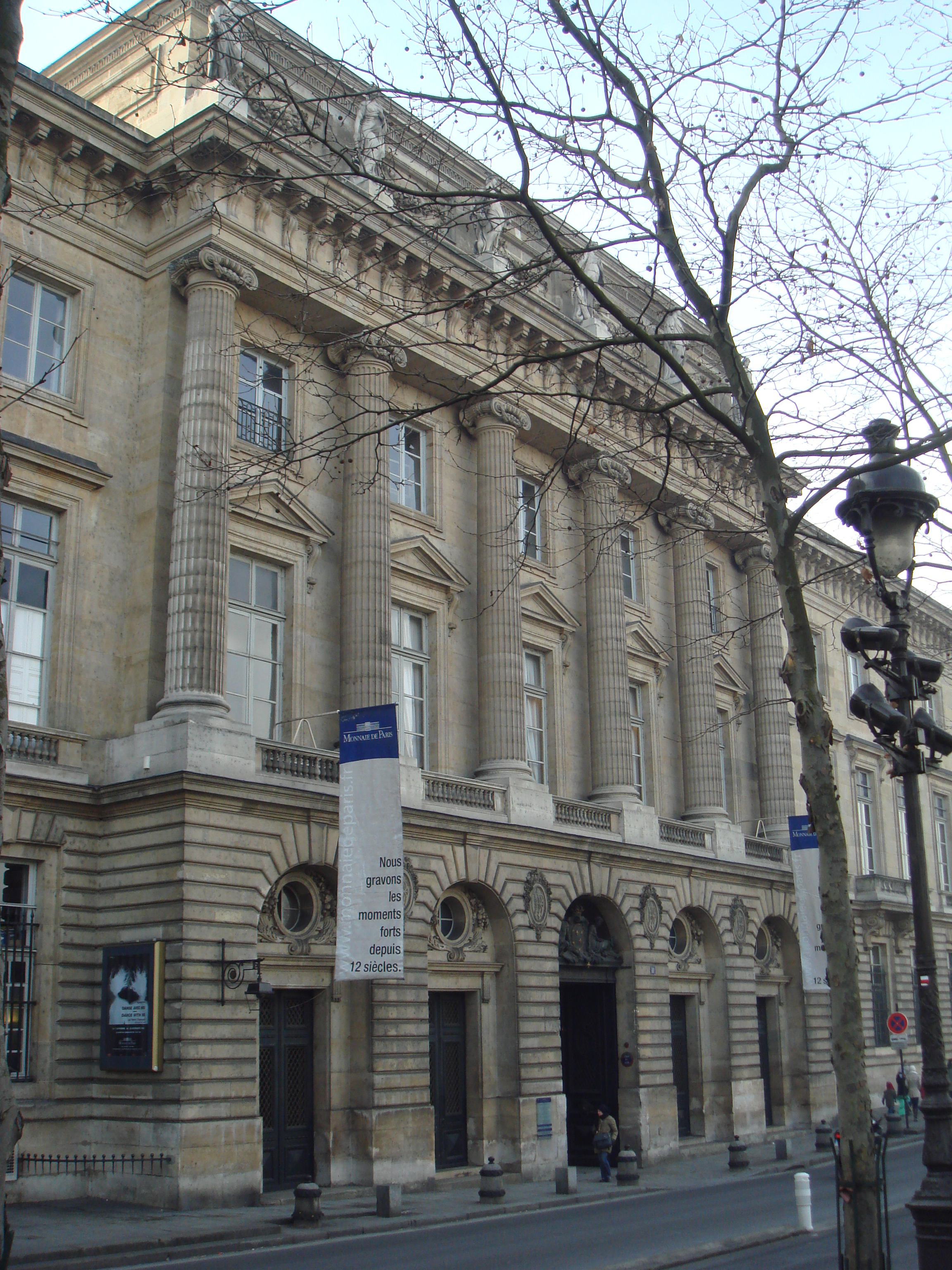
Entrée de l'hôtel des Monnaies, situé quai de Conti dans le 6e arrondissement de Paris, qui abrite un musée et la Monnaie de Paris.

Le musée de la Monnaie de Paris est un musée consacré au savoir-faire de la Monnaie de Paris. Il présente des vues directes sur certains ateliers de la dernière usine dans Paris, les techniques de fabrication et les métaux utilisés, du matériel servant à sa fabrication. Le musée est très interactif et le visiteur est acteur de sa visite.
Le musée est rattaché à l'institution qui fabrique la monnaie en France, la Monnaie de Paris. Il est situé dans l'hôtel de la Monnaie, 11 quai de Conti à Paris.
À la suite du lancement du projet « MétaLmorphoses » qui a transformé le site, le musée a fermé ses portes entre juillet 2010 et septembre 2017.

## Histoire

### Le premier musée: 1833

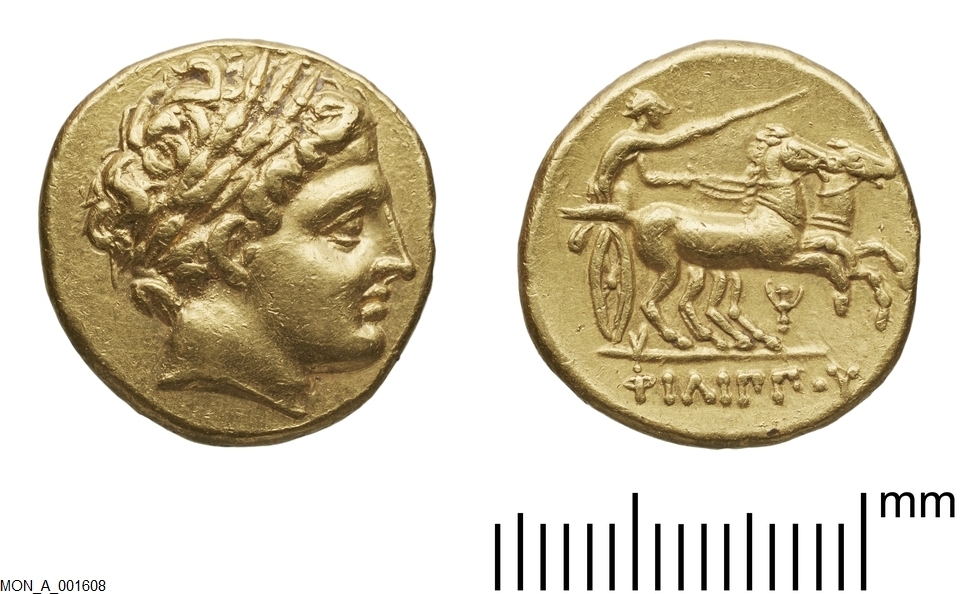
Statère de Philippe II de Macédoine, Coll.historiques de la Monnaie de Paris

Créé en 1833 par Jean-Baptiste Henry Collin de Sussy , le musée a été inauguré par Louis-Philippe Ier le 8 novembre 1833 . Il eut pour conservateur Fernand Mazerolle (1868-1941).

### Le deuxième musée: 1991
Une nouvelle muséographie est présentée à partir de 1991, conçue par Katherine Gruel, pour la partie Antique, Jean Belaubre, pour la partie médiévale et Bruno Collin pour les parties moderne et contemporaine.
Tous trois ont signé plusieurs volumes du catalogue des collections du musée.
Il a fermé ses portes le 31 juillet 2010, avec un projet de travaux pour une durée de deux ans.

### Le troisième musée: Le Musée de la Monnaie de Paris: 2017
Après sept ans de réflexion, de choix, de travaux, le musée de la Monnaie de Paris rouvre le 30 septembre 2017. Avec près de 1800 objets présentés sur 1200 m², le nouveau musée expose dans une scénographie interactive et ludique mettant en valeur les savoir-faire de la dernière usine de Paris. Sont également exposées quelques-unes des pièces maîtresses de la collection de la Monnaie de Paris comme une créséide d'or antique, couronne d'or de Philippe VI (monnaie capétienne), une pièce de 10 louis d'or, un mètre étalon en platine, un ōban d'or, une collection de poids Akan, le trésor de Hué, etc.
Labellisé musée de France, la Monnaie de Paris a également pour mission la gestion et régie des réserves, inventaire, récolement, restauration, études scientifiques, collaborations avec d'autres institutions[réf. nécessaire].

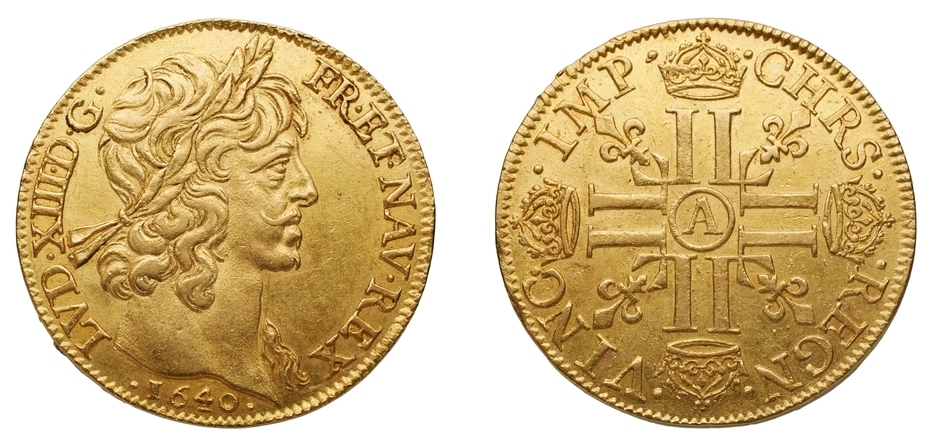
Double louis d'or, Paris, 1640 (collections historiques de la Monnaie de Paris)

## Collections

### Les fonds
Le musée est riche d'un fonds de près de 200 000 objets dont le récolement est en cours[Quand ?]. Près de 70 000 médailles, 40 000 monnaies, 18 000 monnaies papier, 5 000 outils constituent l'essentiel du fonds. Le reste est constitué d'objets scientifiques et métrologiques, d'objets d'art, de tableaux et de plans.
L'essentiel des archives historiques, 13 020 volumes imprimés, 98 400 publications, 1 454 volumes manuscrits, 18 227 dossiers en liasses qui constituaient le fonds de l'institution, a été reversé au service des Archives économiques et financières du ministère des Finances pour des raisons de conservation préventive.

### L'exposition
Le visiteur est accueilli par une vue sur l’atelier de fonderie d’art. Une première salle présente les matières premières utilisées de l'antiquité à nos jours dans les domaines monétaires, médaillistiques et métrologiques. Le mètre étalon en platine et son homologue, le kilogramme étalon, sont ainsi, pour la première fois, présentés ensemble au public. Platine, or, argent, mais aussi fer, zinc, étain, nickel sont présentés au moyen d'objets historiques et de minerais.
Les minerais exposés sont un écho au Laboratoire des Essais installé dès l'inauguration de l'Hôtel des Monnaies du Quai Conti en 1775. Ils y furent étudiés à partir de 1783 dans l'École Royale des Mines, établie lors de sa création dans le Salon d'honneur de l'hôtel par le chimiste Balthazar Georges Sage. Encore aujourd’hui un laboratoire étudie les métaux pour développer de nouveaux alliages et lutter contre la contrefaçon. Un tableau périodique des éléments interactif y est présenté, pour souligner le rôle prépondérant de la physique et de la chimie dans la fabrication de la monnaie métallique comme de la monnaie fiduciaire.
Les fabrications de monnaies, de médailles, de fontes d'art et de bijoux sont expliquées dans la salle suivante (qui abrita au XXe siècle le hall des laminoirs). La gravure y est expliquée sous tous ses aspects, anciens et modernes : taille directe, modelage, réduction, électro-érosion, dessin assisté par ordinateur, gravure laser. Des démonstrations de gravure ont lieu trois fois par semaine. La frappe est ensuite expliquée, depuis l'époque dite « au marteau » jusqu'à l'ère « de la presse » en passant par l'emblématique période du balancier, dont plusieurs exemples des XVIIIe et XIXe siècles sont présentés. Des coins monétaires au marteau, des poinçons du XVIIIe siècle et deux pièces de 10 louis d'or sont notamment exposés dans cette salle.
Au niveau inférieur, dans l'ancien hall du Grand Monnayage, est exposée une allégorie de la Fortune, restaurée pour la réouverture du musée. La fabrication des monnaies courantes françaises et la lutte contre la contrefaçon est présentée dans ces salles. Une magnifique vue sur l’usine installée dans le Grand Monnayage s’offre aux visiteurs.
Les fonctions et usages de la monnaie sont évoqués dans les salles suivantes : objets régalien, d'échange, de compte, de thésaurisation, etc. Y sont exposées des monnaies traditionnelles : pagnes, cauris, briques de thé, guinzés, mitako (barrettes de cuivre), etc. Un dispositif, le Numiscope, permet de découvrir en réalité augmentée les secrets de monnaies emblématiques de l’Histoire.
Une salle est dévolue à la numismatique.
Vient ensuite une salle des trésors où sont notamment expliqués ceux de la rue Mouffetard (Paris) et de Hué (Vietnam).
Des objets d'exception font également partie des collections, comme la Vénus au violoncelle en or massif d’Arman, l’Ultime franc de Philippe Starck. Ils sont exposés dans la dernière salle consacrée aux artisans et aux artistes qui collaborent à la Monnaie de Paris. Des portraits d'artisans et le détail des techniques de fabrication des fontes, décorations et médailles complètent cette section.[réf. nécessaire].

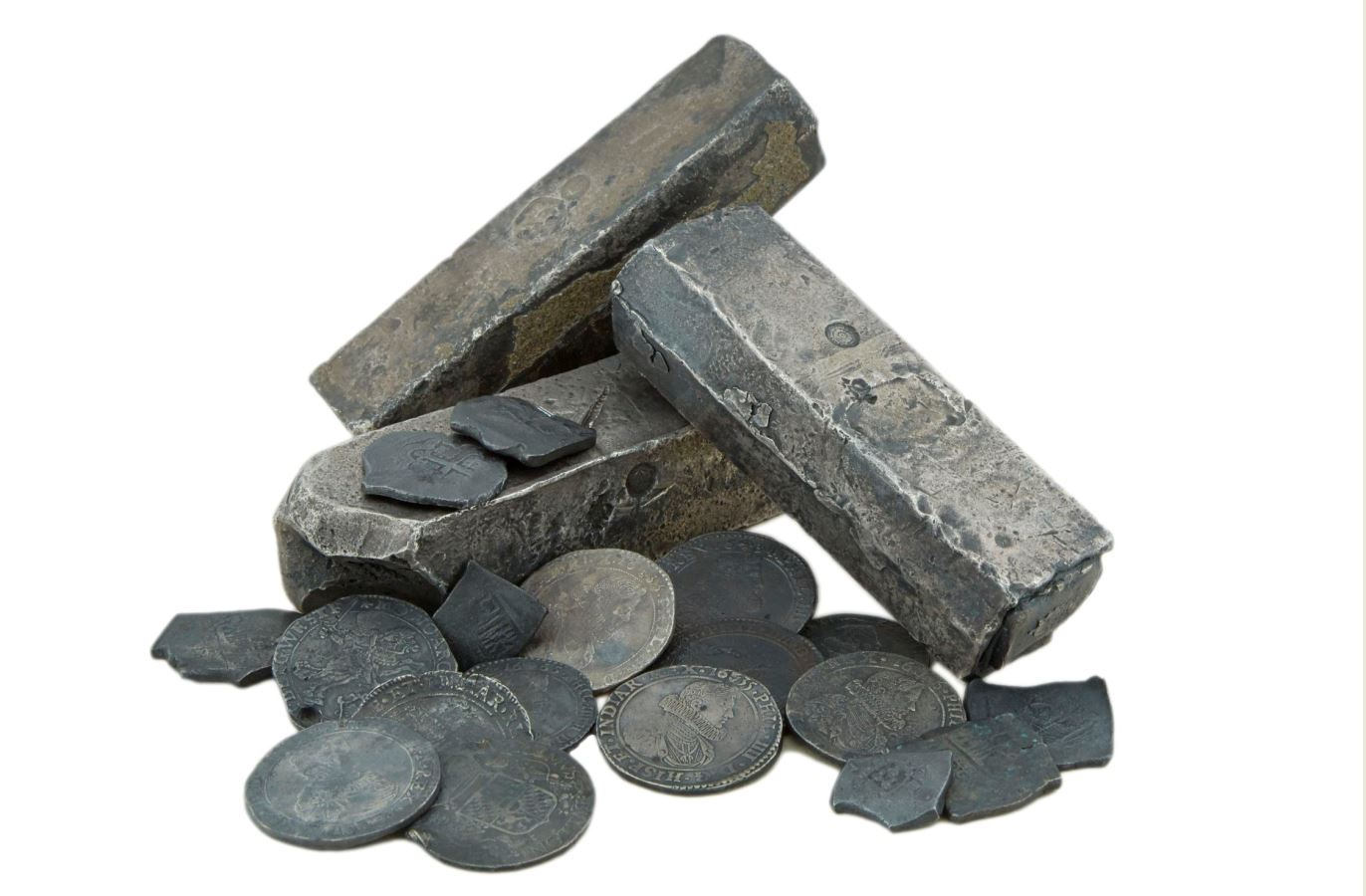
Trésor du Slot Ter Hooge, XVIIe siècle (collections historiques de la Monnaie de Paris)